# Carro Gran
El Carro Gran o, simplement, el Carro, és el nom amb el qual es coneix l'asterisme format pels set estels més brillants de la constel·lació de l'Ossa Major. Aquest asterisme és molt conegut i rep diferents noms en diferents cultures a causa del fet que aquesta agrupació permet trobar l'estel del Nord que es troba a l'Ossa Menor.

## Estels

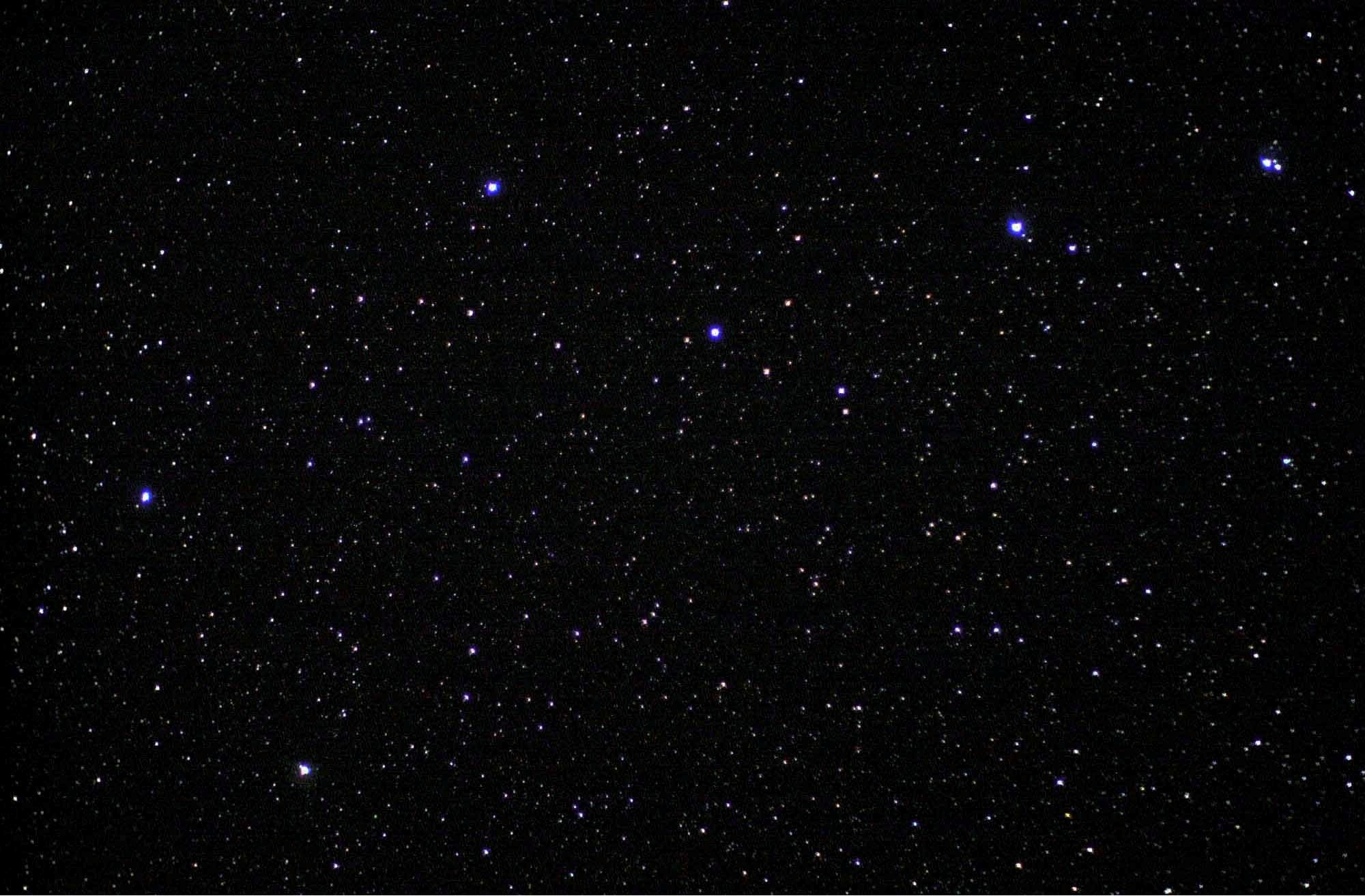
El Carro Gran fotografiat des de l'Estació Espacial Internacional. Mizar i Alcor es troben a la part superior dreta.

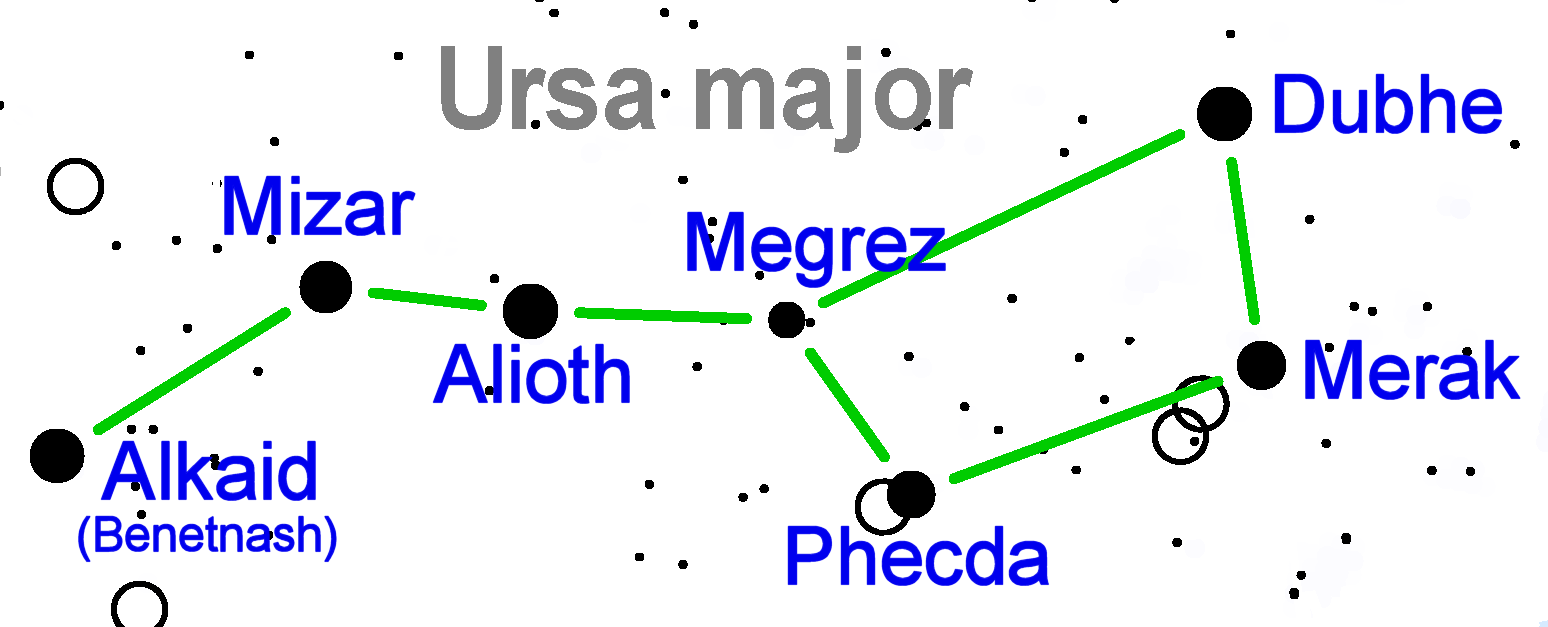
Noms dels estels del Carro Gran

El Carro Gran és l'asterisme més característic de la constel·lació de l'Ossa Major, ja que conté una disposició singular de les set estrelles més brillants del cel septentrional. Segons la denominació de Bayer, que utilitza les lletres minúscules de l'alfabet grec, comença per les estrelles apuntadores del pol nord en el si del carro, assignant alfa a l'estrella Dubhe (la més pròxima al pol nord) i recorrent en sentit horari el cotxe del carro arribant a Megrez amb la lletra delta i saltant cap a la cua fins a arribar a Alkaid, l'estel eta.
És d'especial importància per a l'astrònom aficionat perquè ajuda a localitzar l'estel polar i s'utilitza per a marcar diversos itineraris d'identificació estel·lar.
| Nom    | Denominació de Bayer | Denominació de Flamsteed | Magnitud aparent | Distància (anys llum) | Distància (parsec) | Altres noms d'origen àrab            |
| ------ | -------------------- | ------------------------ | ---------------- | --------------------- | ------------------ | ------------------------------------ |
| Dubhe  | α UMa                | 50 Ursæ Majoris          | 1,8              | 124                   | 38                 | Dubh, Dudd, Thar Al dub Al Akbar, Ak |
| Merak  | β UMa                | 48 Ursæ Majoris          | 2,4              | 79                    | 24                 | Mirak                                |
| Phecda | γ UMa                | 64 Ursæ Majoris          | 2,4              | 84                    | 26                 | Phad, Phecda, Phegda, Phacd          |
| Megrez | δ UMa                | 69 Ursæ Majoris          | 3,3              | 81                    | 25                 | Kaffa                                |
| Alioth | ε UMa                | 77 Ursæ Majoris          | 1,8              | 81                    | 25                 |                                      |
| Mizar  | ζ UMa                | 79 Ursæ Majoris          | 2,1              | 78                    | 24                 | Mizat, Mirza, Mitsar                 |
| Alcor  | g UMa                | 80 Ursæ Majoris          | 3,99             | 80                    | 25                 |                                      |
| Alkaid | η UMa                | 85 Ursæ Majoris          | 1,9              | 101                   | 31                 | Benetnasch, Elkeid                   |

En la mateixa línia de vista que Mizar, però tres anys llum més enllà, hi ha Alcor (80 UMa). De quarta magnitud, normalment pot ser vist a simple vista, però la seva proximitat a Mizar fa que sigui difícil d'albirar.
Cinc de les estrelles del Carro gran són al nucli de l'Associació estel·lar de l'Ossa Major; les dues dels extrems, Dubhe i Alkaid, no són part de l'agrupació i es mouen en la direcció oposada: en relació amb les cinc del centre, es mouen cap avall i cap a la dreta sobre el mapa. Això canviarà la forma del Carro, amb el cos obrint-se i el pal fent-se més corbat. En uns 50.000 anys, el Carro Gran ja no existirà tal com es coneix avui en dia.

## Guia d'observació

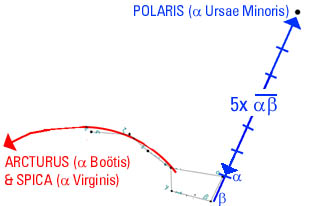
Esquema de localització de Polaris, Arcturus i Spica

Els estels del Carro Gran són fàcilment localitzables al cel i a més s'utilitzen com a guia per a trobar-ne d'altres.
- Polaris, l'estel del Nord, es troba traçant una línia imaginària des de Merak (β) fins a Dubhe (α) i continuant-la cinc vegades la distància entre els dos estels..
- Traçant la línia des de Megrez (δ) a Phecda (γ), s'arriba a Regulus (α Leonis) i Alphard (α Hydrae).
- Creuant des de la part superior de Megrez (δ) fins Dubhe (α) se segueix la direcció de Capella (α Aurigae).
- Càstor (α Geminorum) fent la diagonal des de Megrez (δ) a Merak (β) i seguint cinc vegades aquesta distància.
- Seguint la corba de les nanses del carro des d'Alioth (ε) fins a Mizar (ζ) i Alkaid (η), es troba Arcturus (α Boötis) i Spica (α Virginis).

## Referències culturals

Bandera d'Alaska amb el Carro Gran i Polaris